# Conus duffyi
Conus duffyi é uma espécie de gastrópode do gênero Conus, pertencente à família Conidae.